# Katreus
Katreus este un gen de fluturi din familia Hesperiidae. Conține o singură specie, Katreus johnstonii, care este întâlnită în Sierra Leone, Coasta de Fildeș, Ghana, Nigeria, Camerun și Republica Congo. Habitatul este reprezentat, în principal, de pădurile nederanjate.